# Peggy, the Will O' the Wisp
Pour plus de détails, voir Fiche technique et Distribution.
Peggy, the Will O' the Wisp est un film américain réalisé par Tod Browning, sorti en 1917.

## Synopsis
Neil Dacey aime Peggy Desmond mais Terence O'Malley, le neveu d'O'Malley, est impatient de gagner le cœur de Peggy. Terence et son oncle se disputent à ce sujet et le châtelain est tué. Terence a commis le meurtre avec l'arme de Neil et se retrouve accusé du meurtre. Peggy, pour sauver son fiancé, se déguise en feu follet, ce qui entraîne la confession de Terence sous le choc de l'apparition.

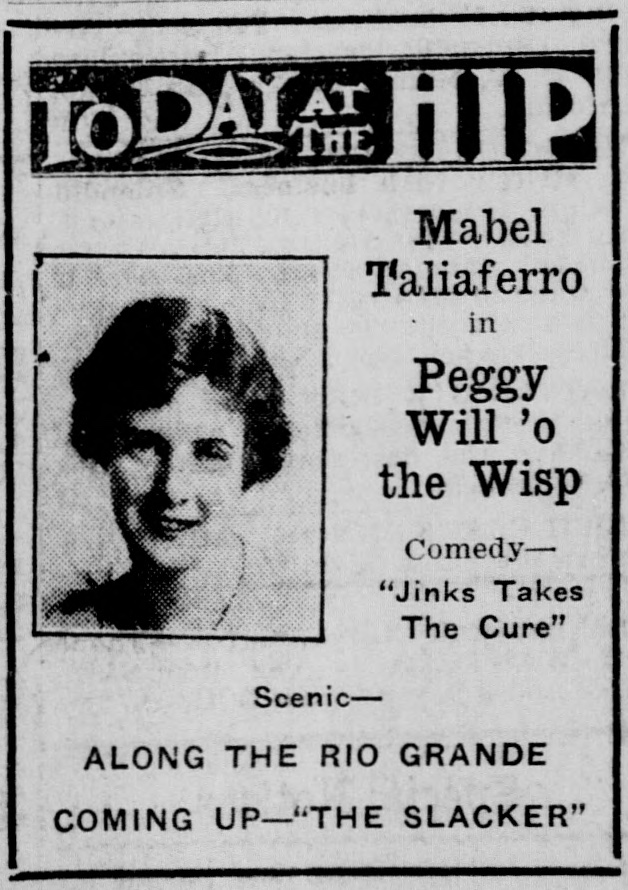

## Fiche technique
- Titre : Peggy, the Will O' the Wisp
- Réalisation : Tod Browning
- Scénario : Katharine Kavanaugh
- Pays de production :  États-Unis
- Langue : film muet avec les intertitres en anglais
- Format : Noir et blanc — 35 mm — 1,33:1 — Muet
- Genre : Film dramatique
- Date de sortie : 1917

## Distribution
- Mabel Taliaferro : Peggy Desmond
- Thomas Carrigan : Capitaine Neil Dacey
- William J. Gross : Anthony Desmond
- Clara Blandick : Mrs. Donnelly